# 1501 Broadway
1501 Broadway, también conocido como Paramount Building, es un edificio de oficinas de 33 pisos y 119 m en Times Square entre las calles West 43rd y 44th en el barrio de Theatre District de Manhattan, Nueva York (Estados Unidos). Completado en 1927, una vez albergó el Paramount Theatre. Fue designado Hito de la Ciudad de Nueva York en 1988.

## Historia
Paramount Pictures, una de las principales compañías cinematográficas estadounidenses en la década de 1920, construyó su sede en la ubicación de Broadway 1501 junto con un teatro cinematográfico. La construcción duró entre 1926 y 1927, con un costo de 13,5 millones de dólares. En el momento de su finalización, era el edificio más alto de Times Square, y una vez lució una plataforma de observación.
El presidente de Paramount, Adolph Zukor, había adquirido una participación mayoritaria en la cadena de teatros Balaban and Katz, con sede en Chicago, y con ella los servicios de Sam Katz, quien se convirtió en el jefe de la división de teatro de Paramount. Balaban y Katz tenían una larga relación de trabajo con el estudio de arquitectura de Chicago Rapp and Rapp (C. W Rapp y George L. Rapp), que había diseñado numerosos teatros para su compañía en el Medio Oeste. Más tarde contrataron a la firma para diseñar su nuevo teatro y torre de oficinas emblemáticos de Manhattan. Los hermanos Rapp crearon una torre de oficinas de treinta y tres pisos que fue influenciada por el estilo art déco, y un teatro en el estilo neorrenacentista palaciego detrás de ella.
En 1922, Paramount Pictures había comprado el edificio Putnam. La construcción del edificio comenzó en noviembre de 1925. El Paramount Theatre se inauguró el 19 de noviembre de 1926.
Con la escisión de las unidades de teatro en 1950 como United Paramount Theatre, Inc. (UPT), se convirtió en la sede de la UPT que se alquila junto con el teatro de Paramount Pictures. Siguió siendo la sede de American Broadcasting-Paramount Theatres después de la fusión de UPT con ABC. El teatro cerró en 1964 bajo la propiedad de la UPT solo para ser reabierto más tarde ese año bajo una nueva propiedad, mientras que ABC se mudó al Edificio ABC en 1330 Avenue of the Americas en 1965. El teatro fue desmantelado en 1967.

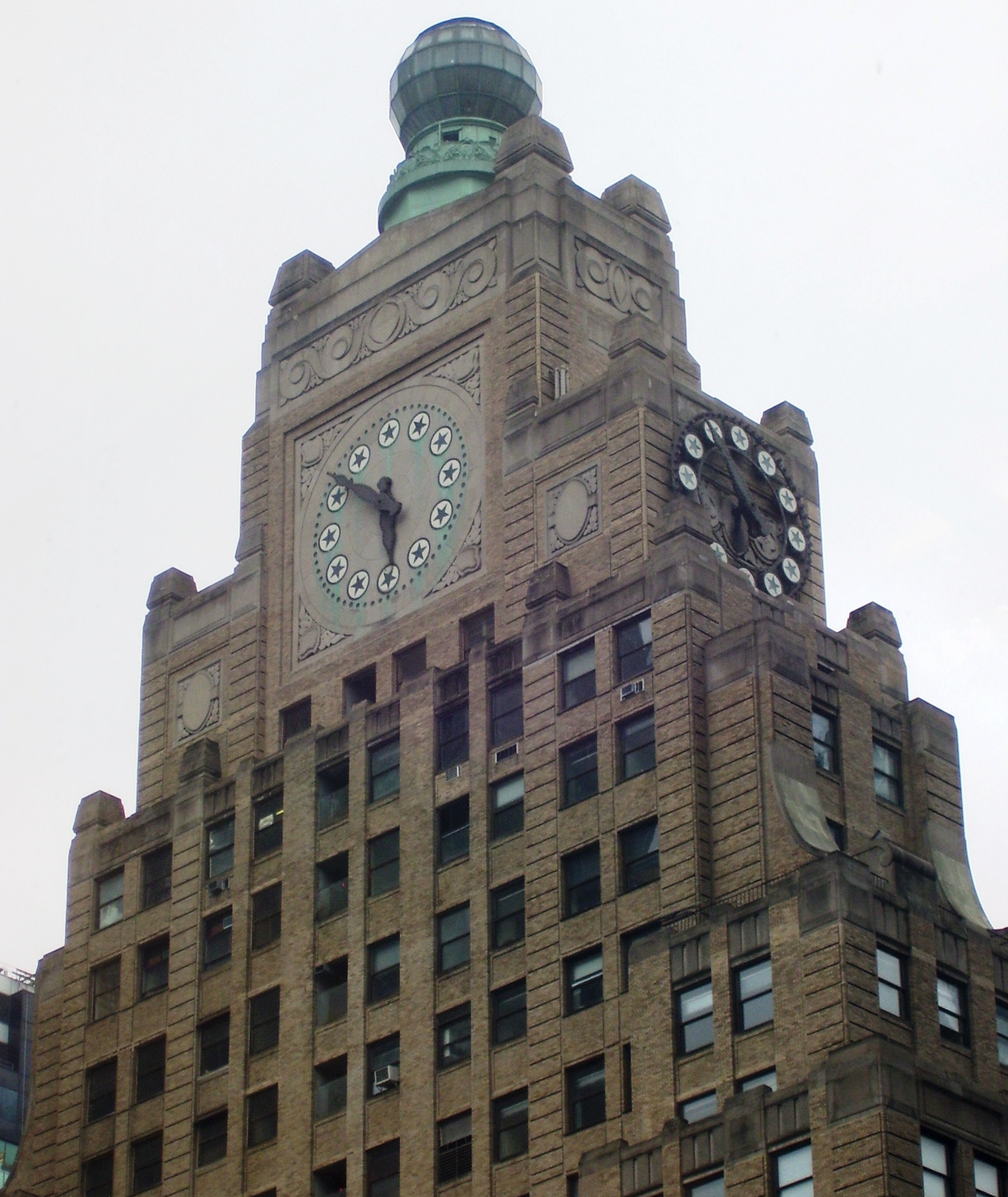
La parte superior del edificio, con el reloj y el globo terráqueo, visto desde el occidente.

En la actualidad es conocido por su gran reloj de cuatro caras cerca de la parte superior de la característica arquitectónica piramidal, con las horas indicadas por doce estrellas de cinco puntas (formando un círculo de estrellas como se usa en el logotipo de Paramount Pictures), coronado por un globo de cristal ornamental. Al comienzo de la Segunda Guerra Mundial, el globo y el reloj se pintaron de negro para mantener las condiciones de apagón por temor a una invasión enemiga; fueron restaurados en 1996.

## Arquitectura
Los techos se pintaron al fresco y se doraron, mientras que las barandillas se fabricaron en latón. Había estatuas y bustos griegos tallados en nichos de pared, mientras que los baños y las salas de espera tenían un estilo grandioso en comparación con las catedrales de la época. Lo más destacado de la decoración fue una enorme araña de cristal en el vestíbulo principal. El teatro, con 3.664 asientos, estaba ubicado en la parte trasera del edificio y sirvió como el lugar insignia de la compañía donde se estrenarían sus principales películas.
La entrada al teatro en el frente del Paramount está marcada por un arco de cinco pisos en Broadway con una marquesina curva elaborada, que fue restaurada en 2007. Desde allí pasaba una larga galería a través del edificio de oficinas para llegar al propio teatro, que ocupaba la parte trasera del edificio que se extiende por la mitad de la manzana entre las calles 43 y 44. Esta estructura incluía un gran vestíbulo largo a lo largo del extremo sur que se abría al auditorio frente a un escenario en el extremo norte. 
El vestíbulo se inspiró en la Ópera de París con columnas de mármol blanco, balaustradas y una gran escalera de brazos que se abren. Dentro del auditorio, las cortinas fueron coloreadas en terciopelo rojo y las alfombras fueron diseñadas en un rojo similar. El interior era muy alto pero algo poco profundo como lo requería el espacio asignado. Además, se podría subir y bajar un gran foso de orquesta desde el sótano para uso teatral.

### Explosión de 2008
En la mañana del 6 de marzo de 2008, un individuo desconocido colocó una pequeña bomba frente a una estación de reclutamiento de las Fuerzas Armadas de los Estados Unidos al otro lado del edificio en la Séptima Avenida. No hubo heridos. Una cámara de seguridad instalada en el edificio jugó un papel en la identificación del agresor.